# Суспензия (лекарственная форма)
Суспе́нзия (лат. suspensum, лат. suspendere — взвешивать, подвешивать) — жидкая лекарственная форма, взвесь, представляющая собой дисперсную систему, содержащую одно или несколько твердых лекарственных веществ, суспендированных в жидкости — воде, глицерине, жидком масле и т. п.
Суспензии используют для внутреннего и наружного применения, а также для инъекций.
Суспензии готовят дисперсионным или конденсационным способом. Приготовление суспензий дисперсионным способом осуществляют методом суспендирования или взмучивания. При суспендировании твёрдое лекарственное вещество растирают в ступке сначала в сухом виде, а затем с небольшим количеством жидкости, после чего полученную пульпу смывают остальным количеством жидкости в посуду для отпуска. При взмучивании нерастворимое вещество растирают с небольшим количеством жидкости, полученную пульпу разбавляют в 8-10 раз и через 1-2 минуты отстоявшуюся суспензию сливают в посуду для отпуска. Процедуру повторяют с осадком несколько раз до полного использования исходного вещества.
Конденсационный способ приготовления основан на разбавлении спиртовых растворов водой, водных — спиртом или смешивании растворов веществ, взаимно ухудшающих растворимость друг друга.
Суспензии характеризуются агрегативной и седиментационной устойчивостью. Эти показатели тем больше, чем меньше размер частиц дисперсной фазы, чем ближе значения плотности дисперсной фазы и дисперсионной среды и чем больше вязкость последней. Устойчивость суспензий повышается при добавлении высокомолекулярных соединений.